# Ленкі (Лодзинське воєводство)
Ленкі (пол. Łęki) — село в Польщі, у гміні Зелюв Белхатовського повіту Лодзинського воєводства.
Населення — 127 осіб (2011).
У 1975-1998 роках село належало до Пйотрковського воєводства.

## Демографія
Демографічна структура станом на 31 березня 2011 року:
|          | Загалом | Допрацездатний вік | Працездатний вік | Постпрацездатний вік |
| -------- | ------- | ------------------ | ---------------- | -------------------- |
| Чоловіки | 56      | 9                  | 38               | 9                    |
| Жінки    | 71      | 14                 | 38               | 19                   |
| Разом    | 127     | 23                 | 76               | 28                   |